# Röplabda a 2015. évi Európa-játékokon
A 2015. évi Európa-játékokon a Röplabdatornákat június 13. és 28. között tartják. Férfiak és nők számára egyaránt volt teremröplabda- és strandröplabda-torna, így összesen négy versenyszámot rendeztek.

## Éremtáblázat
|          | Ország              | Arany | Ezüst | Bronz | Összesen |
| 1.       | Lettország (LAT)    | 1     | 0     | 0     | 1        |
|          | Németország (GER)   | 1     | 0     | 0     | 1        |
|          | Svájc (SUI)         | 1     | 0     | 0     | 1        |
|          | Törökország (TUR)   | 1     | 0     | 0     | 1        |
|          |                     |       |       |       |          |
| 5.       | Oroszország (RUS)   | 0     | 1     | 1     | 2        |
| 6.       | Ausztria (AUT)      | 0     | 1     | 0     | 1        |
|          | Bulgária (BUL)      | 0     | 1     | 0     | 1        |
|          | Lengyelország (POL) | 0     | 1     | 0     | 1        |
|          |                     |       |       |       |          |
| 9.       | Litvánia (LTU)      | 0     | 0     | 1     | 1        |
|          | Csehország (CZE)    | 0     | 0     | 1     | 1        |
|          | Szerbia (SRB)       | 0     | 0     | 1     | 1        |
| Összesen | Összesen            | 4     | 4     | 4     | 12       |

## Érmesek

### Férfi teremröplabda
| A 2015. évi Európa-játékok érmesei férfi röplabdában | A 2015. évi Európa-játékok érmesei férfi röplabdában | A 2015. évi Európa-játékok érmesei férfi röplabdában | A 2015. évi Európa-játékok érmesei férfi röplabdában |
| ---------------------------------------------------- | ---------------------------------------------------- | ---------------------------------------------------- | ---------------------------------------------------- |
| arany                                                | ezüst                                                | bronz                                                |                                                      |
| Németország (GER)                                    | Bulgária (BUL)                                       | Oroszország (RUS)                                    |                                                      |

### Női teremröplabda
| A 2015. évi Európa-játékok érmesei női röplabdában | A 2015. évi Európa-játékok érmesei női röplabdában | A 2015. évi Európa-játékok érmesei női röplabdában | A 2015. évi Európa-játékok érmesei női röplabdában |
| -------------------------------------------------- | -------------------------------------------------- | -------------------------------------------------- | -------------------------------------------------- |
| arany                                              | ezüst                                              | bronz                                              |                                                    |
| Törökország (TUR)                                  | Lengyelország (POL)                                | Szerbia (SRB)                                      |                                                    |

### Férfi strandröplabda
| A 2015. évi Európa-játékok érmesei férfi strandröplabdában | A 2015. évi Európa-játékok érmesei férfi strandröplabdában | A 2015. évi Európa-játékok érmesei férfi strandröplabdában | A 2015. évi Európa-játékok érmesei férfi strandröplabdában |
| ---------------------------------------------------------- | ---------------------------------------------------------- | ---------------------------------------------------------- | ---------------------------------------------------------- |
| arany                                                      | ezüst                                                      | bronz                                                      |                                                            |
| Lettország (LAT) · Martins Plavins · Haralds Regza         | Oroszország (RUS) · Dmitry Barsouk · Yaroslav Koshkarev    | Csehország (CZE) · Premysl Kubala · Jan Hadrava            |                                                            |

### Női strandröplabda
| A 2015. évi Európa-játékok érmesei női strandröplabdában | A 2015. évi Európa-játékok érmesei női strandröplabdában            | A 2015. évi Európa-játékok érmesei női strandröplabdában | A 2015. évi Európa-játékok érmesei női strandröplabdában |
| -------------------------------------------------------- | ------------------------------------------------------------------- | -------------------------------------------------------- | -------------------------------------------------------- |
| arany                                                    | ezüst                                                               | bronz                                                    |                                                          |
| Svájc (SUI) · Nina Betschart · Nicole Eiholzer           | Ausztria (AUT) · Lena Maria Plesiutschnig · Katharina Schutzenhofer | Litvánia (LTU) · Ieva Dumbauskaite · Monika Povilaityte  |                                                          |